# Pim Schipper
Pim Schipper (Winkel, 2 oktober 1988) is een voormalig Nederlands langebaanschaatser.

## Biografie
Schipper is een sprinter en rijdt vooral de korte afstanden 500, 1000 en 1500 meter. Schipper begon bij schaatsploeg Hofmeier, reed vervolgens bij Control dat later opging in Team BrandLoyalty.
In seizoen 2007/2008 deed hij voor de eerste maal mee aan het NK Afstanden en bereikte daar een negende plek op de 1000 meter. Het seizoen daarop werd hij op die afstand elfde. In 2009 werd Schipper Nederlands kampioen neosenioren op de 500 en 1000 meter. In de seizoenen 2010 en 2011 won Schipper nog tweemaal de 1000 meter.
In december 2009 zou Schipper zijn internationale debuut maken op de wereldbekerwedstrijden in Salt Lake City, maar hij werd ziek en moest afzeggen. In 2010 maakte Schipper zijn echte debuut op de Wereldbekerwedstrijden van Obihiro. In seizoen 2011/2012 heeft Schipper zich rechtstreeks gekwalificeerd voor Wereldbekerwedstrijden van Tsjeljabinsk, Astana en Heerenveen.
Tijdens het NK sprint 2011/2012 heeft Schipper zich met een 4de plaats geplaatst voor de WK-sprint in Calgary. In het seizoen 2012/2013 maakte de Noord-Hollander indruk door bij de NK afstanden als 4e te eindigen op de 1000 meter. Een week later belandde hij tijdens de World Cup-wedstrijd in Thialf eveneens op de 4e plaats. In het restant van het schaatsjaar kon hij die resultaten echter niet meer evenaren. Dat veranderde toen Schipper voor 2014/2015 overstapte naar Team Beslist.nl van Gerard van Velde. Onder zijn vleugels eindigde hij als derde op het NK Sprint en maakt Schipper eind februari zijn debuut op het WK Sprint.

## Persoonlijke records
| Afstand    | Tijd    | Datum            | Baan           |
| ---------- | ------- | ---------------- | -------------- |
| 500 meter  | 34,96   | 27 januari 2019  | Heerenveen     |
| 1000 meter | 1.07,66 | 2 december 2017  | Calgary        |
| 1500 meter | 1.44,87 | 9 december 2017  | Salt Lake City |
| 3000 meter | 3.50,45 | 12 maart 2008    | Calgary        |
| 5000 meter | 7.08,23 | 30 december 2006 | Erfurt         |

## Resultaten
| Jaar | NK Afstanden                    | NK Sprint | WK Sprint |
| ---- | ------------------------------- | --------- | --------- |
| 2008 | 12e 500m 9e 1000m               | 12e       |           |
| 2009 | 21e 500m 11e 1000m 19e 1500m    | 14e       |           |
| 2010 | 10e 500m 12e 1000m 13e 1500m    | 8e        |           |
| 2011 | 8e 500m 8e 1000m 15e 1500m      | DQ        |           |
| 2012 | 10e 500m 5e 1000m 11e 1500m     | 4e        | 18e       |
| 2013 | 10e 500m 4e 1000m 7e 1500m      | 9e        |           |
| 2014 | 7e 500m 6e 1000m 8e 1500m       | 4e        |           |
| 2015 | 500m · 6e 1000m · 6e 1500m      | Brons     | 6e        |
| 2016 | 6e 500m 7e 1000m                | 4e        |           |
| 2017 | 8e 500m 5e 1000m 20e massastart | Brons     |           |
| 2018 | 15e 500m 5e 1000m 11e 1500m     | 5e        |           |
| 2019 | 14e 500m 5e 1000m 12e 1500m     | 4e        |           |